# 五塘站 (湖南)
五塘站是位于湖南省衡南县五塘村的一个铁路车站，邮政编码421101。车站建于1957年，有湘桂铁路经过该站，仅办理货运，不办理客运业务，车站及其上下行区间均未电气化。车站距离衡阳站27公里，隶属广铁集团，是四等站。2016年1月1日，车站正式撤销。